# Hexatoma (Eriocera) macquarti
Hexatoma (Eriocera) macquarti is een tweevleugelige uit de familie steltmuggen (Limoniidae). De soort komt voor in het Neotropisch gebied.